# دورغا براساد ياداف
دورغا براساد ياداف هو سياسي هندي، ولد في 12 يناير 1954. نشط حزبياً في سماجوادي.